# アマート (イタリア)
アマート（イタリア語: Amato）は、イタリア共和国カラブリア州カタンザーロ県にある、人口約800人の基礎自治体（コムーネ）。

## 地理

### 位置・広がり

#### 隣接コムーネ
隣接するコムーネは以下の通り。
- マルチェッリナーラ
- ミリエリーナ
- ピアノーポリ
- セッラストレッタ